# Aison (Mythologie)
Aison (altgriechisch Αἴσων Aísōn, lateinisch Aeson) ist in der griechischen Mythologie der Sohn der Tyro und des Kretheus, sowie der Vater des Jason und des Promachos. Er hat einen Bruder Pheres und zwei Halbbrüder Pelias und Neleus.

## Mythos
Pelias war machtgierig und strebte nach der Herrschaft über ganz Thessalien. Zu diesem Zweck verbannte er Neleus und lockte Aison in die Höhlen von Iolkos. In den Höhlen heiratete Aison Alkimede und zeugte mit ihr mehrere Kinder. Jason, das berühmteste dieser Kinder, wurde zu Cheiron geschickt, um dort ausgebildet zu werden. Inzwischen wurde Pelias von der Pythia im Orakel von Delphi vor einem Mann mit nur einer Sandale gewarnt.
Viele Jahre später hielt Pelias die Olympiade zu Ehren von Poseidon ab, als Jason nach Iolkos kam. Dieser trug nur eine Sandale, da er die andere in einem Fluss verloren hatte, als er einem Reisenden hinüberhalf. Der verängstigte Pelias fragte Jason, was er tun würde, wenn er dem Mann begegnete, der sein Schicksal sei. Jason antwortete, er würde diesen auf die Suche nach dem Goldenen Vlies schicken. Pelias sandte diesen Rat befolgend Jason auf die Reise, das Vlies zu finden.
Während Jasons Abwesenheit dachte Pelias, die Argo sei gesunken und berichtete Aison und Promachos von Jasons Tod, die sich daraufhin mit Gift selbst töteten.
In einer alternativen Version überlebte Aison, bis Jason und seine neue Frau Medea zurück nach Iolkos kamen. Medea durchtrennte Aisons Hals, zerteilte seinen Leichnam und kochte ihn. Aison wurde wieder lebendig und war verjüngt. Pelias’ Töchter wollten dies nachahmen und töteten ihren Vater.
Nach Valerius Flaccus nahm er an der Kentauromachie, dem Kampf gegen die Kentauren, teil.